# Dörna
Dörna ist ein west/nordwestlich von Mühlhausen gelegenes Dorf, das in einer Talmulde vom Schildbach durchflossen wird, und ein Ortsteil der Gemeinde Unstruttal im Unstrut-Hainich-Kreis. Es liegt innerhalb des Mühlhäuser Landgrabens am Rande des Eichsfeldes. Dörna hatte Ende des Jahres 2021 349 Einwohner.

## Geschichte

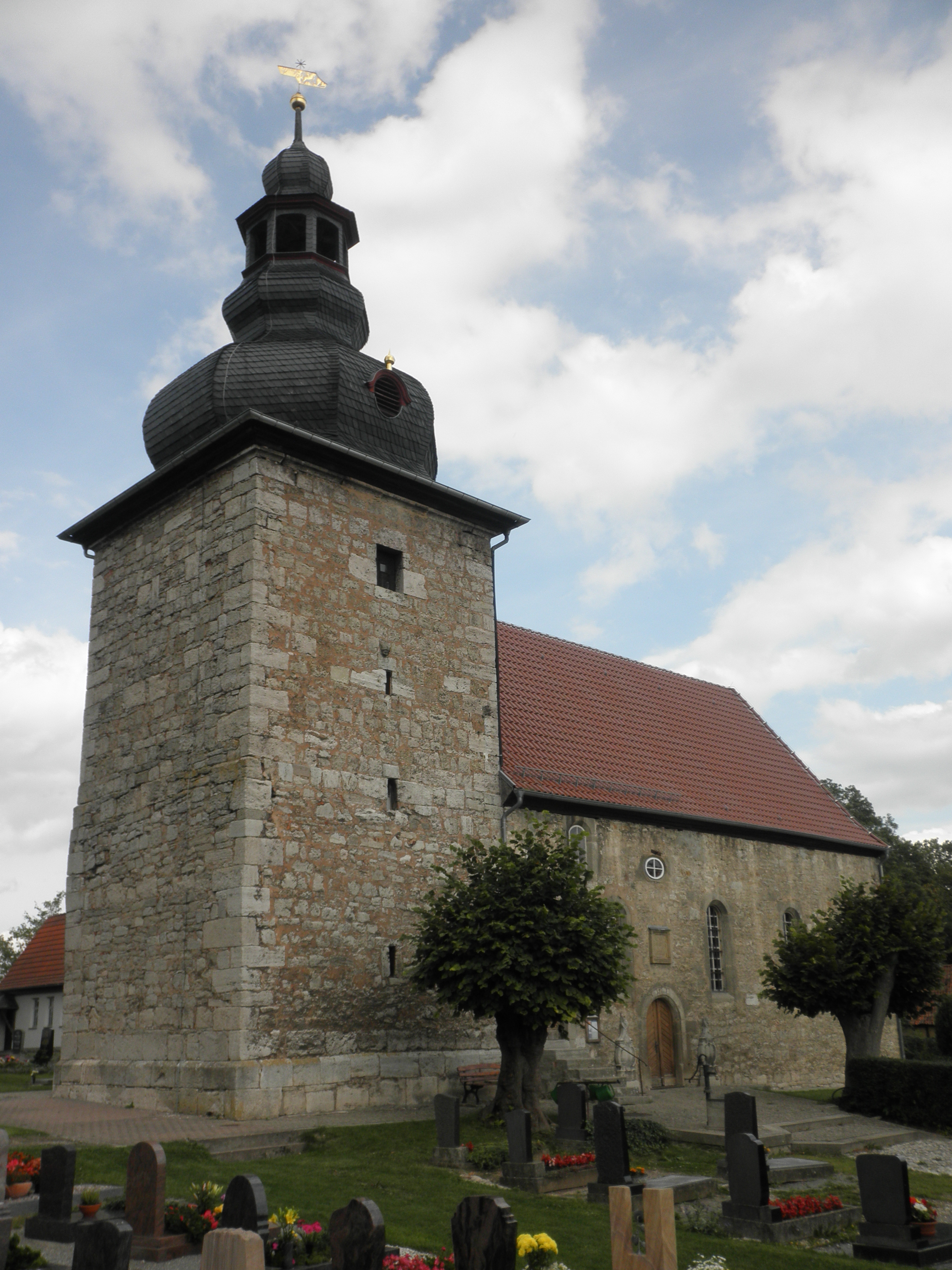
Kirche St. Georg in Dörna

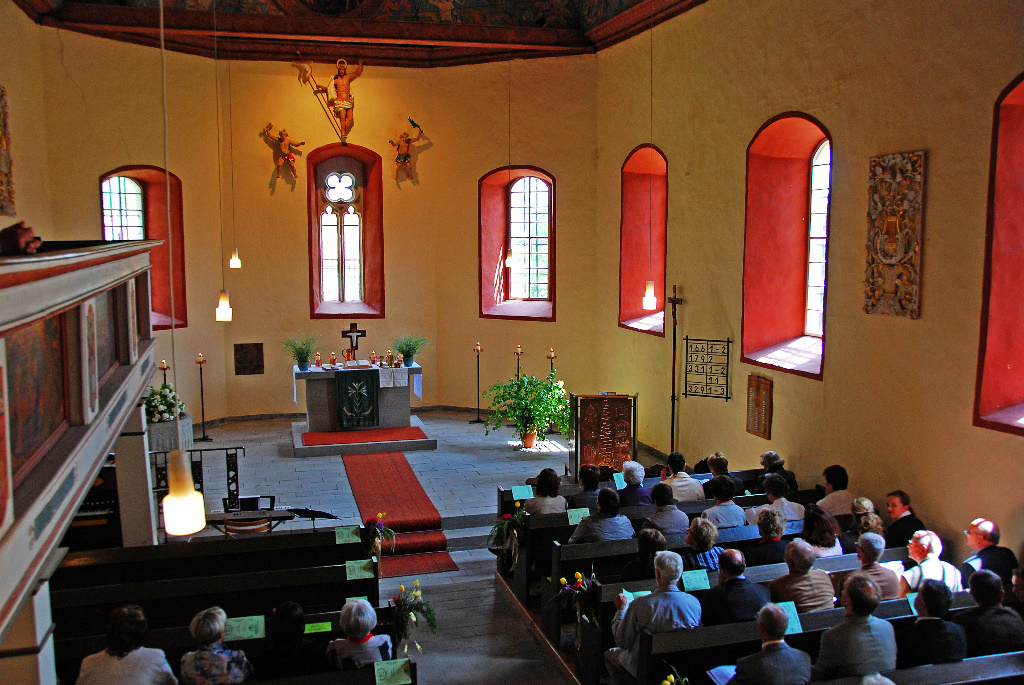
Innenansicht der Kirche

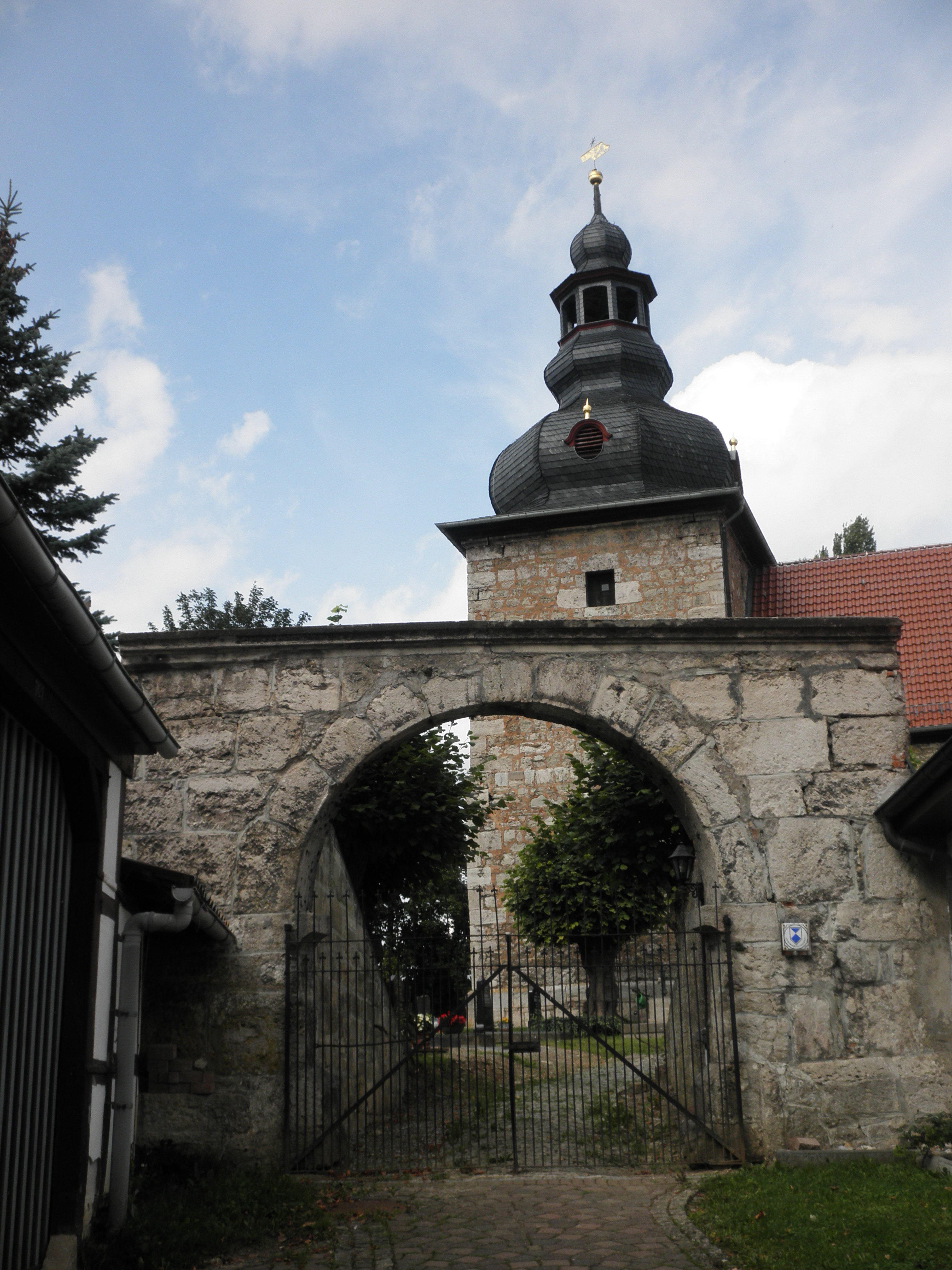
Torbogen in der Kirchhofsmauer

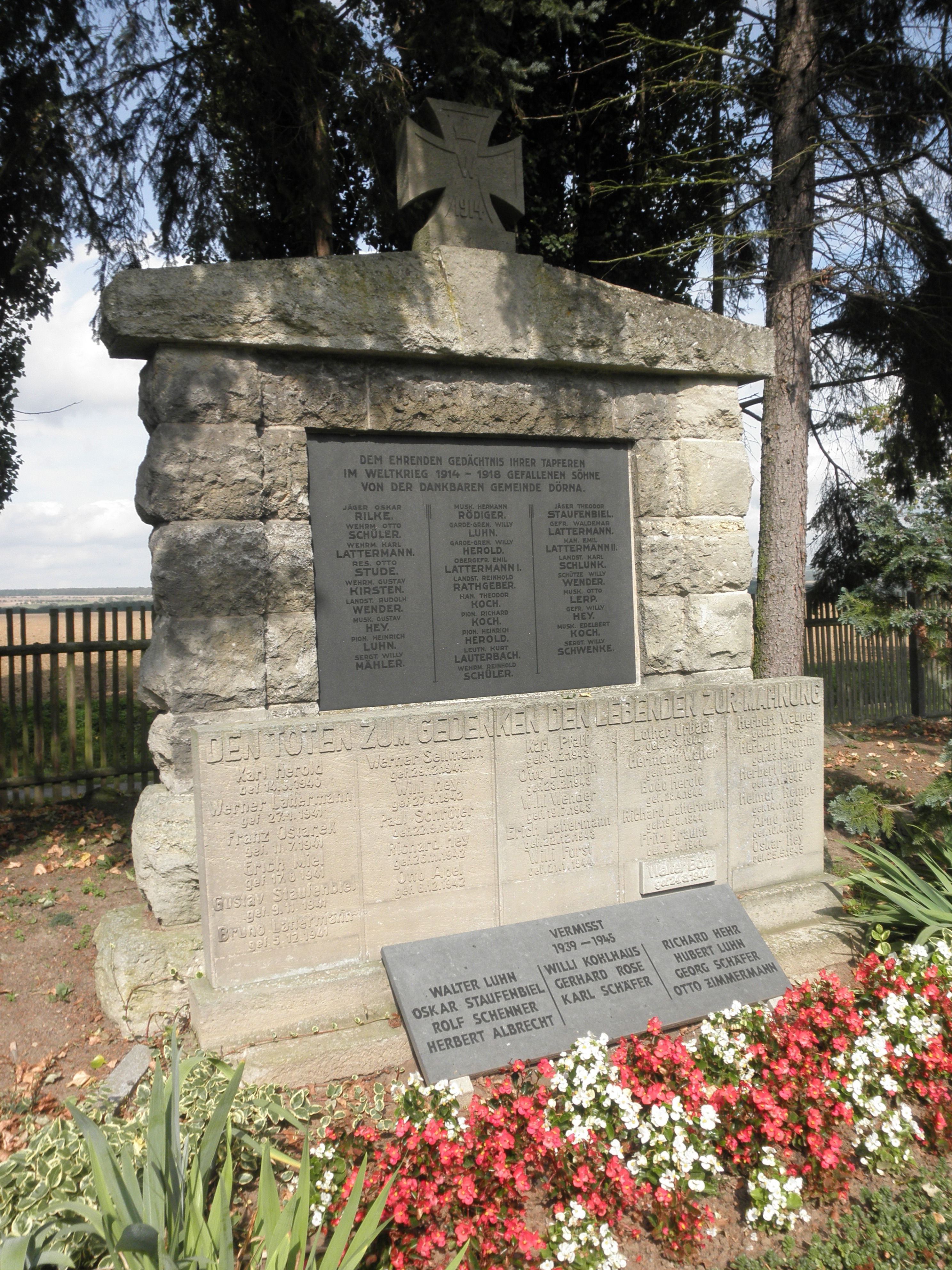
Kriegerdenkmal für die in beiden Weltkriegen gefallenen Soldaten aus dem Ort

Im 1. Jahrhundert gab es im Ortsbereich eine Eisenschmelzerei neben einer Siedlung von Hermunduren. Eine zweite Ansiedlung dieses germanischen Stammes lag mit Kultstätte im Bereich des heutigen Kirchbergs. Aus dieser Siedlung ging das Dorf Thurnithi hervor. Der Name bedeutet „Dorniges“: Das bäuerliche Wehrdorf hatte sich mit Wallgraben und Dornenhecken umgeben. Befestigt durch eine Wallanlage war auch bereits um 750 der Kirchberg. Die älteste schriftliche Erwähnung von Dornede erfolgte in einer Urkunde von König Heinrich II. am 4. März 1004, mit welcher er einen Besitz im Dorf an das Bistum Halberstadt übereignete.
Auf der heidnischen Kultstätte erbaute man 1119 eine dem heiligen Georg geweihte Kirche, die bis 1713 mehrfach erneuert und erweitert worden ist. Ende des 13. Jahrhunderts erhielt der Kirchhof eine Steinmauer, er war nur durch ein mächtiges, bewohntes Torhaus zu erreichen. Von diesem ist noch der äußere Torbogen erhalten. Durch Umbau des Kirchturms zum Wehrturm zwischen 1290 und 1470 war eine Kirchenburg entstanden. Am Oberdorf ist mit dem Waldstreifen Hagen noch ein Rest des das ganze Dorf umgebenden Wallgrabens erhalten.

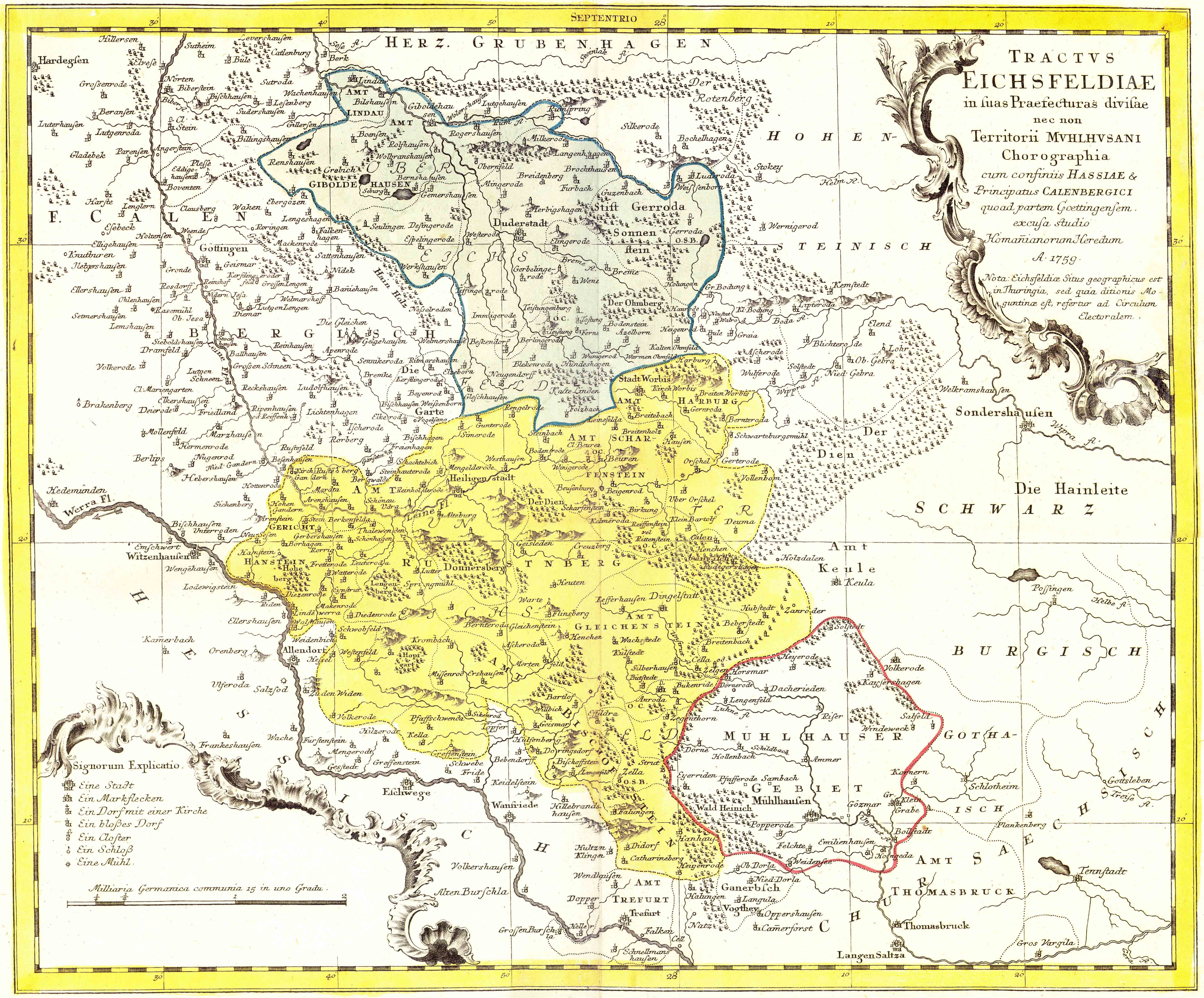
Das Eichsfeld und das Gebiet der Freien und Reichsstadt Mühlhausen mit Dörne (Dörna) um 1759 (Die Karte enthält einige Fehler: siehe Kartenbeschreibung auf Commons)

Bis 1302 war Dörna im Besitz der Ritter von Salza. Hermann von Salza, Hochmeister des Deutschen Ordens, hatte einen Meierhof in Dörna. 1302 erwarb die Reichsstadt Mühlhausen das Dorf. Es lag innerhalb des Schutzraums des Mühlhäuser Landgrabens. 1565 zählte man in Dörna 64 Mann Bevölkerung. In Fehden der Stadt mit anliegenden Herrschaften wurde Dörna oft geplündert, seines Viehs beraubt und in Brand gesetzt. Außerdem hatte es sehr häufig unter Hochwasser zu leiden, am schlimmsten durch die „Thüringische Sündflut“ im Jahre 1613, bei der 15 Dörnaer ertranken. Nachdem 1864 erneut ein verheerendes Hochwasser aufgetreten war, wurde von 1866 bis 1871 mit großem Aufwand ein mehrere Meter tiefer Umflutgraben mit Wall südwestlich vom Dorf errichtet, der etwaige Wassermassen am Ort vorbeileiten sollte.
1802 fiel Dörna zusammen mit Mühlhausen an das Königreich Preußen, von 1807 bis 1813 zu dem von Napoleon geschaffenen Königreich Westphalen. In dieser Zeit war das Dorf der Hauptort des Kantons Dörna im Distrikt Heiligenstadt.
Nach dem Wiener Kongress 1816 dem Landkreis Mühlhausen in der preußischen Provinz Sachsen zugeordnet, gab es in Dörna einen anhaltenden Aufschwung, der sich auch in steigender Bevölkerungszahl in dem bäuerlich geprägten Ort zeigte.
Zur DDR-Zeit bestand in Dörna eine LPG. Nach der Wende verlor die Landwirtschaft immer mehr an Bedeutung, stattdessen entwickelte sich das Kleingewerbe. Die Einwohnerzahl ging zurück.

### Das „Fiasko von Dörna“ am 7. April 1945
Unmittelbar vom Zweiten Weltkrieg betroffen wurde Dörna am 14. Februar 1945, als ein von deutscher Luftabwehr angeschossener US-Bomber vom Typ B-24 beim Ort abstürzte. Die neun Besatzungsmitglieder der „Liberator“, die auf dem Weg nach Dresden war, konnten sich mit dem Fallschirm retten.
Am 4. April 1945 rückten Truppen der US Army auf dem Weg nach Mühlhausen kampflos in Dörna ein. Bis auf eine kleine Gruppe von zwölf Mann verließen diese am 7. April den Ort wieder, um in die Schlacht bei Struth einzugreifen, wo es eine deutsche Gegenoffensive zur Rückeroberung des Ortes gab. Dann besetzten deutsche Truppen, aus östlicher Richtung ebenfalls auf dem Marsch Richtung Struth, das Dorf Dörna und nahmen nach kurzem Gefecht elf Amerikaner gefangen. Von den deutschen Soldaten zunächst unbemerkt, kehrte ein Teil der US-Kampfgruppe nach Dörna zurück. Am westlichen Ortsrand bezogen sie mit einem schweren und zwei leichten Maschinengewehren eine für sie sehr günstige Stellung am Umflutgraben mit seinem Hochwasserwall. Von hier aus gelang ihnen – ohne eigene Verluste – die Tötung von 56 und die Verwundung von 54 deutschen Soldaten. Diese hatten teilweise versucht, sich mit Ausbruch Richtung Westen aus der Umklammerung im Ort zu befreien. Der Rest der deutschen Besatzung wurde gefangen genommen. Die gefallenen deutschen Soldaten wurden auf Lastkraftwagen geladen und in Massengräbern auf dem Soldatenfriedhof Butzbach Nieder-Weisel in Hessen beigesetzt.
Die Bevölkerung von Dörna wurde am 8. April unter dem Vorwurf der Begünstigung der Wehrmacht am Vortag von US-Soldaten aus ihren Häusern vertrieben und musste für drei Tage in einem Sperrbezirk im Unterdorf zunächst im Freien, dann in vier Gehöften Quartier beziehen. Es gab die begründete Annahme eines geplanten Racheakts der Amerikaner mit Abbrennen von Häusern, wie sie es in Struth praktiziert hatten.

### Gegenwart
Von 1992 bis Ende 1996 war Dörna eine Mitgliedsgemeinde der Verwaltungsgemeinschaft Landgraben-West. 1997 wurde Dörna zum Ortsteil der Gemeinde Anrode. Am 1. Januar 2023 wurde die Gemeinde Anrode aufgelöst. Dabei wechselte Dörna zur Gemeinde Unstruttal.

## Sehenswürdigkeiten
- Kirche St. Georg mit Bachorgel als ehemalige Wehrkirche
- Kirchhof mit Torbogen und drei Gräbern im April 1945 im Ort gefallener Soldaten
- Kriegerdenkmal auf dem Kirchhof für die in beiden Weltkriegen Gefallenen und Vermissten aus dem Dorf
- Fachwerkhäuser
- Der Hagen am Dorfrand ist in der Form nur noch in sehr wenigen alten Orten so vollständig und gut als ehemalige Schutz- und Verteidigungsanlage erhalten. Die Ersterwähnung im Jahre 1004 in Verbindung mit den alten Ortsnamen lassen den Schluss zu, dass der Hagen oder zumindest eine Schutzhecke das Dorf seit mehr als Tausend Jahre umgibt.

## Personen
- Johann Friedrich Wender (* 1655 in Dörna; † 1729 in Dörna), Orgelbaumeister mit Werkstatt in Mühlhausen/Thüringen
- George Atzerodt (* 1835 in Dörna; † 1865 in Washington, D.C.), Auswanderer in die USA, als Mitverschwörer beim Attentat auf Präsident Abraham Lincoln verurteilt und hingerichtet.